# I'm Eighteen
"I'm Eighteen" es una canción de rock de la banda Alice Cooper que aparece en el álbum Love It to Death. Se lanzó en noviembre de 1970, tres meses antes que el álbum, convirtiéndose en el primer éxito de la banda.
La canción ha sido versionada por la banda de thrash metal Anthrax, en su álbum de 1984 Fistful of Metal y después por la banda de post-grunge Creed para la banda sonora de la película de 1998 The Faculty, y por Zwan en directo. Camp Freddy hizo una versión junto a Slash de Guns and Roses y Chester Bennington de Linkin Park.
Rolling Stone incluyó la canción en su lista "Las 500 mejores canciones de todos los tiempos" elaborada por la revista musical Rolling Stone.